# Iapetus (měsíc)
Iapetus, psáno též Japetus (pojmenován po starořecké mytické postavě Iapetovi), astronomické definitivní označení Saturn VIII, je přirozený satelit planety Saturn, kterou obíhá mezi drahami Titanu a Phoebe ve vzdálenosti 3,56 milionu km. Objevil ho 25. října 1671 Giovanni Domenico Cassini.
Iapetus, těleso s relativně nízkou hustotou tvořené převážně ledem, je domovem několika charakteristických a neobvyklých rysů, jako je nápadný rozdíl ve zbarvení mezi přední polokoulí, která je tmavá, a zadní polokoulí, která je jasná. Je to způsobeno odlišným albedem obou polokoulí satelitu, z nichž jedna odráží 3–5 procent dopadajícího slunečního svitu, zatímco druhá až 50 procent. Také se zde nachází mohutný rovníkový hřbet obepínající tři čtvrtiny obvodu měsíce.
Když jej Cassini v roce 1671 objevil, byla mu nápadná skutečnost, že ho mohl pozorovat jen na západní straně mateřské planety; na opačné jej svým dalekohledem nedokázal nalézt. Až roku 1705 jej s lepším dalekohledem spatřil i na druhé straně od Saturnu. Svítil však mnohem méně – byl o 2 magnitudy slabší. Už tehdy Cassini usoudil, že jedna polokoule měsíce musí být světlejší a druhá tmavší.

## Fyzikální vlastnosti
Středním průměrem 1468 km se Japetus řadí na třetí místo mezi Saturnovými měsíci, za Titan a Rheu. Jeho hustota je velmi nízká, jen 1,08 g/cm3, takže lze předpokládat, že je tvořen převážně vodním ledem s příměsí silikátových hornin. Až do průletu sondy Voyager 2 22. srpna 1981 měli astronomové ve vztahu k Japetu více otázek než odpovědí, záhadou byly především odlišné reflexivní schopnosti povrchu.

### Tmavá a světlá polokoule

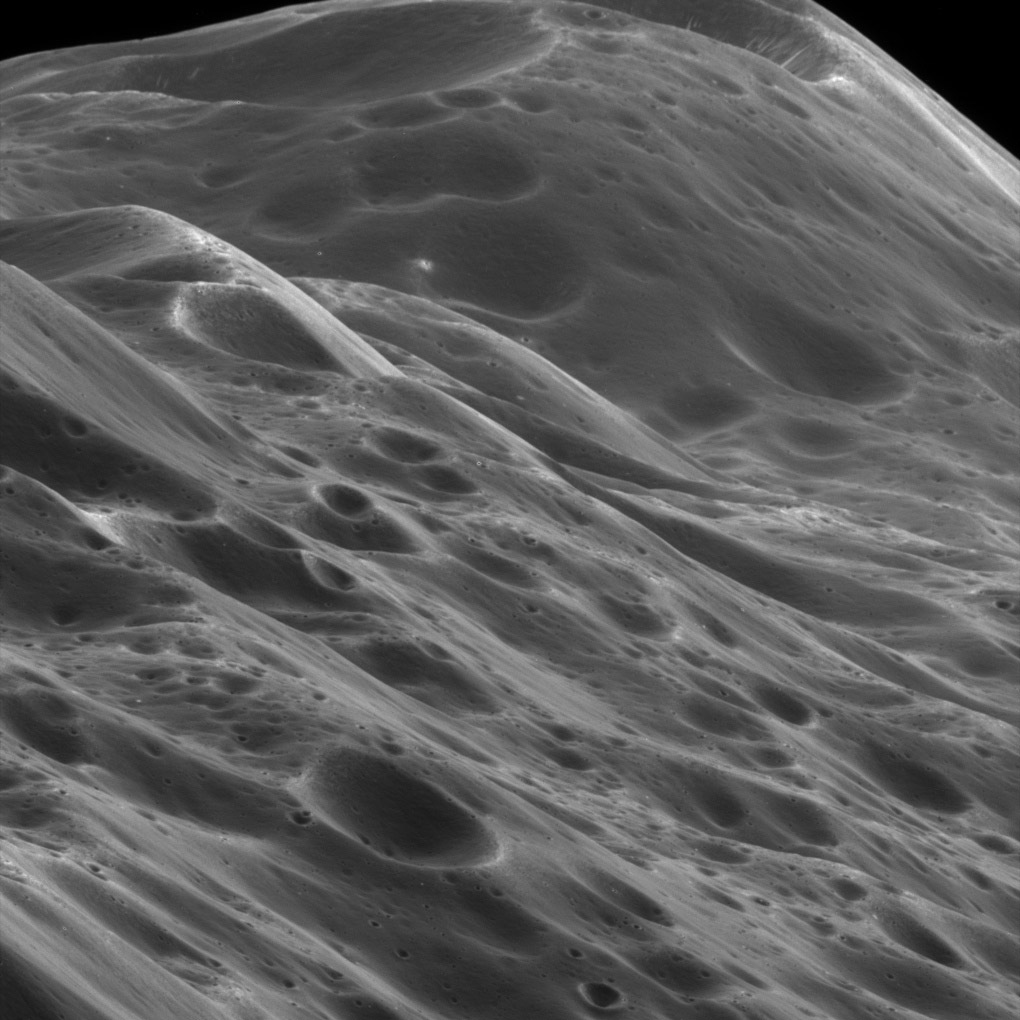
Bližší pohled na 10 km vysoké pohoří na temné straně Iapeta

Dnes v zásadě existují dvě hypotézy, proč má svrchní vrstva Saturnova satelitu tak různorodý vzhled – teorie impaktů-vulkánů a teorie Phoebe. Obě vycházejí z premisy, že anomálií je tmavá polokoule.
- První hypotéza předpokládá, že tmavý materiál se na povrch dostal kombinací vulkanické činnosti a impaktů.
- Druhá označuje za původce tmavého zabarvení měsíc Phoebe, z něhož mohl být materiál vyvržen impaktem a pak „sesbírán“ Japetem. Nasvědčovala by tomu skutečnost, že tmavá polokoule je obrácena po směru oběžné dráhy satelitu (Japetus má vázanou rotaci), takže by se na ní prach a úlomky z Phoebe mohly opravdu usazovat.

Ani jedna hypotéza zatím nebyla prokázána; pro druhou však svědčí údaje o měsíci Phoebe, získané v roce 2009 sondou Cassini-Huygens, kolem nějž byl objeven prstenec prachových částic. Podrobnější analýza spektroskopických dat v roce 2010 ukázala částečně rozdílné složení částic okolo měsíce Phoebe a povrchu Iapeta. Proto se uvažuje o prachu z dalších měsíců, nejvíce z malého měsíce Ymir.
Tmavá plocha Cassini Regio však nepokrývá přesně polovinu měsíce Iapetus, ale zasahuje ještě asi o 10° dále. To je pravděpodobně dáno působením Slunce, které ovlivňuje dráhu kosmického prachu a mikrometeoritů z ostatních měsíců.
Uvažuje se i o tom, že tmavá polokoule měsíce dále sama tmavne. Díky své menší odrazivosti pohlcuje více slunečního záření a tím zde dochází i k větší sublimaci ledu, z něhož je Iapetus převážně složen.

### Povrchové útvary
Na přelomu let 2004 a 2007 pořídila sonda Cassini řadu snímků Iapetu, jejichž rozlišení je výrazně lepší než v případě snímků sondy Voyager 2. Bylo zjištěno, že tmavá polokoule (označovaná jako Cassini Regio) je stejně jako polokoule světlá poseta množstvím kráterů – největší má v průměru 600 km. Vědce však překvapilo zjištění, že v Cassini Regio se podél rovníku táhne horský hřeben dlouhý více než 1 300 km, široký až 20 km a vysoký až 13 km. Co způsobilo vznik tak gigantického pohoří, je dosud nejasné.
Na tomto měsíci najdeme i obří krátery Engelier a Turgis, které jsou s průměry 504 a 580 km (resp.) jedněmi z deseti největších impaktních kráterů ve Sluneční soustavě.

## Oběžná dráha
Oběžná dráha Iapeta je neobvyklá. Přestože je to třetí největší měsíc Saturnu, jeho oběžná dráha je mnohem vzdálenější od Saturnu než orbita dalšího nejbližšího měsíce, Titanu. Má také dráhu s největším sklonem z pravidelných satelitů Saturnu, pouze nepravidelné vnější satelity jako Phoebe mají dráhy s větším sklonem. Důvod tohoto jevu je neznámý.
Kvůli své vzdálené, skloněné orbitě je Iapetus jediný velký měsíc, z jehož povrchu by byly prstence Saturnu jasně viditelné. Z ostatních velkých měsíců by z prstenců byly viditelné pouze jejich okraje, protože obíhají blízko Saturnovy roviny rovníku (tzn. mají malý sklon dráhy).

## Průzkum
Iapetus byl několikrát fotografován sondou Cassini ze střední vzdálenosti hlavně v létech 2004-2007, ale také v roce 2011 a 2015.
Blízké průlety:
1. 31.12.2004 - 123 370 km
2. 12.11.2005 - 415 000 km
3. 25.1.2006 - 872 330 km
4. 11.4.2006 - 607 360 km
5. 10.9.2007 - 1621 km
6. 7.6.2011 - 863 940 km
7. 30.3.2015 - 976 830 km